# Ruddalen

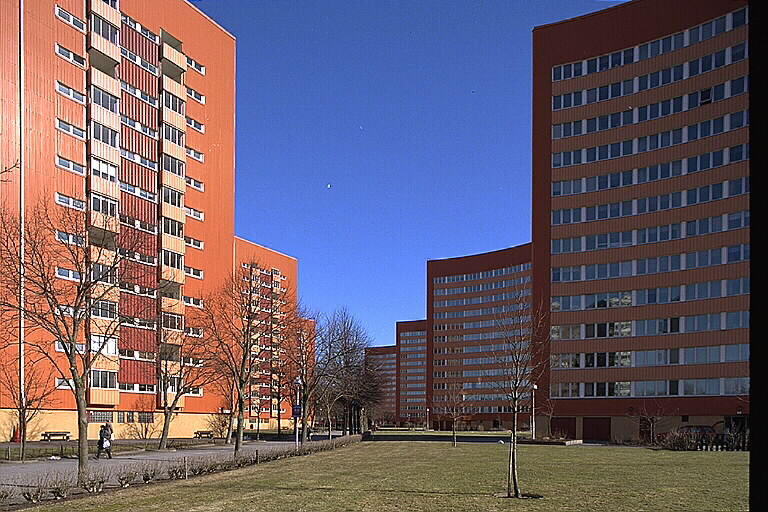
Punkthusen som brukar kallas Lösgommarna.

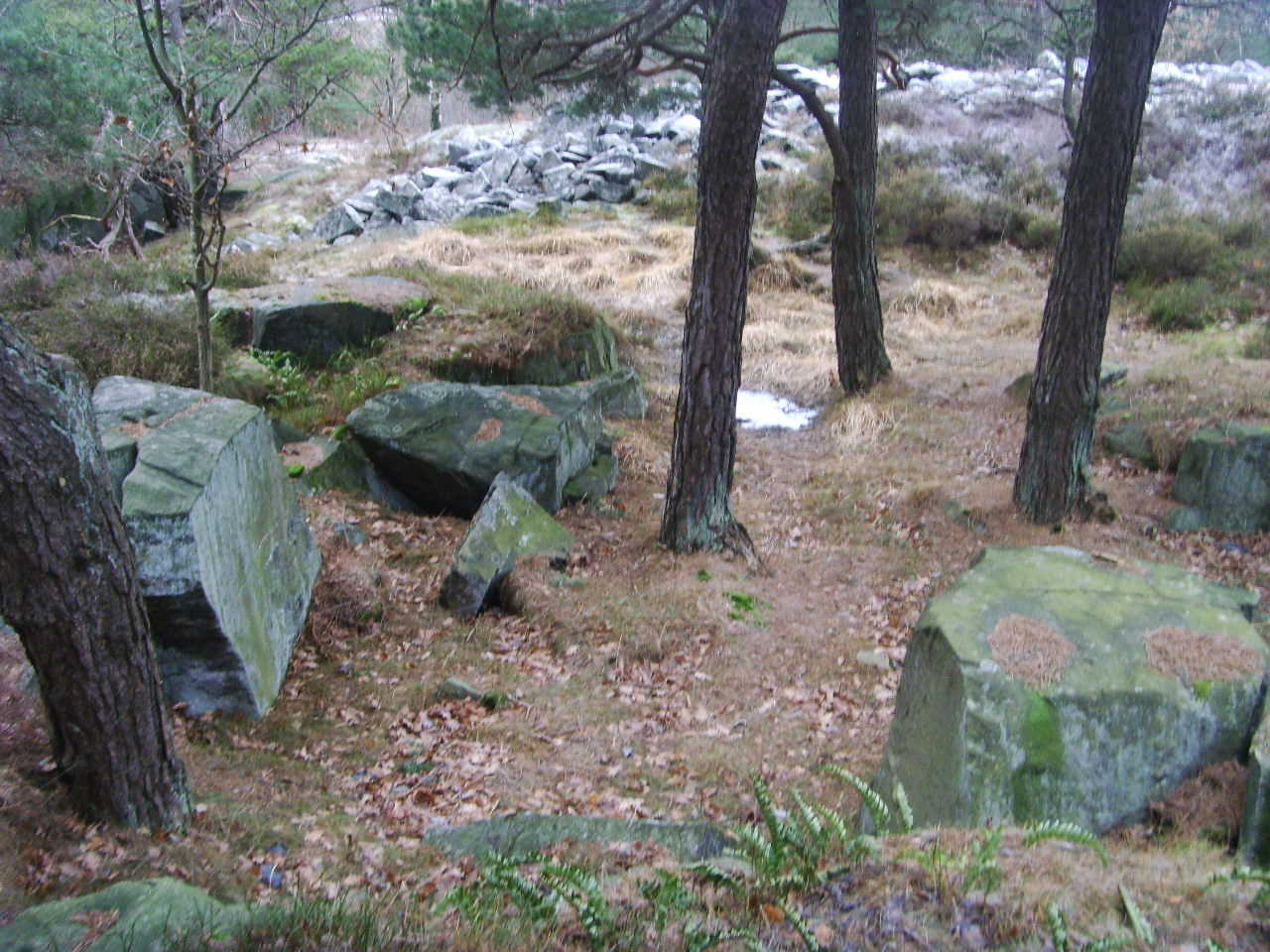
Fornborgen i Ruddalen

Ruddalen är ett primärområde i stadsområde Sydväst i Göteborgs kommun.

## Bebyggelse
Områdets främsta landmärke är de mycket iögonenfallande så kallade Lösgommarna, tio punkthus i konkav form och med rödtonad färg. De ritades av GAKO:s arkitektkontor för byggherren som var Riksbyggen. Fasaden var från början av brandgul eternit, som efter renovering och tilläggsisolering byttes ut mot plåt. Samma arkitektkontor ritade även det lokala köpcentrat Althallen 1962. Intill finns även det på 2000-talet tillkomna Altplatsens äldreboende.

## Fritidsanläggning
Större delen av området utgörs av ett motions- och strövområde med den omfattande idrottsanläggningen Ruddalens idrottscentrum, som invigdes 1985.

## Fornminnen
På Slottsberget finns fornlämningar i form av en fornborg, ett bronsåldersröse och ett järnåldersgravfält.

## Nyckeltal

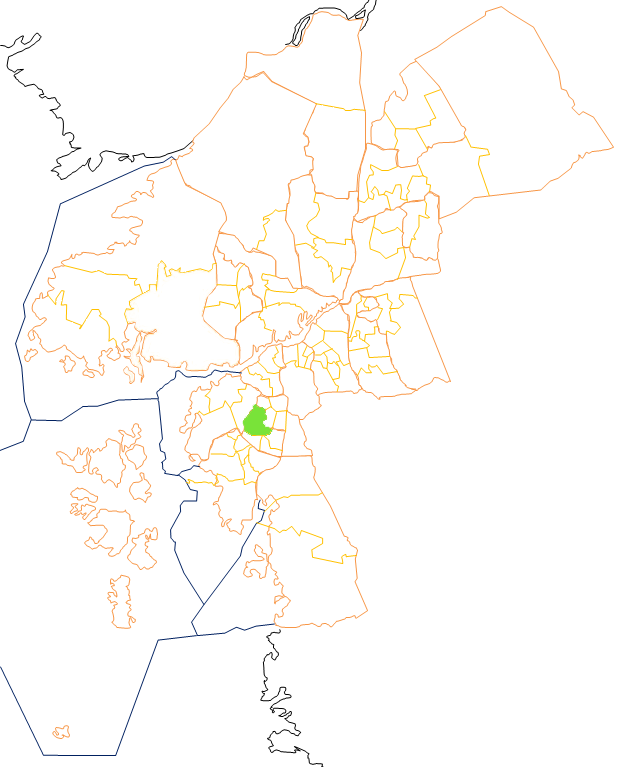
Ruddalen

Nyckeltalen redovisar statistik som beskriver Göteborg och dess 96 delområden, primärområden, per den 31 december och kan användas för att jämföra de olika områdena. Nedan redovisas uppgifter för primärområdet och jämförelse görs mot uppgifterna för hela kommunen.
|                                                           | Ruddalen   | Hela Göteborg |
| --------------------------------------------------------- | ---------- | ------------- |
| Folkmängd                                                 | 2 375      | 587 549       |
| Befolkningsförändring 2020–2021                           | +21        | +4 493        |
| Andel födda i utlandet                                    | 27,8 %     | 28,3 %        |
| Andel utrikes födda eller med två utrikes födda föräldrar | 34,7 %     | 38,1 %        |
| Medelinkomst                                              | 286 000 kr | 332 400 kr    |
| Arbetslöshet                                              | 5,4 %      | 6,6 %         |
| Antal ersatta dagar från F-kassan per person (16-64 år)   | 22,5       | 19,5          |
| Andel med eftergymnasial utbildning (minst 3 år)          | 40,8 %     | 37,9 %        |
| Andel bostäder byggda 1961–1970                           | 85,8 %     |               |
| Andel bostäder i allmännyttan                             | 0,0 %      | 25,9 %        |
| Antal färdigställda bostäder 2021                         | 0          |               |
| Andel bostäder i småhus                                   | 3,1 %      | 18,3 %        |

## Stadsområdes- och stadsdelsnämndstillhörighet
Primärområdet tillhörde fram till årsskiftet 2020/2021 stadsdelsnämndsområdet Askim-Frölunda-Högsbo och ingår sedan den 1 januari 2021 i stadsområde Sydväst.